# منتخب اليونان لكرة قدم الصالات
منتخب اليونان لكرة قدم الصالات هو ممثل اليونان الرسمي في المنافسات الدولية في كرة الصالات
.